# 巨蜥龍屬

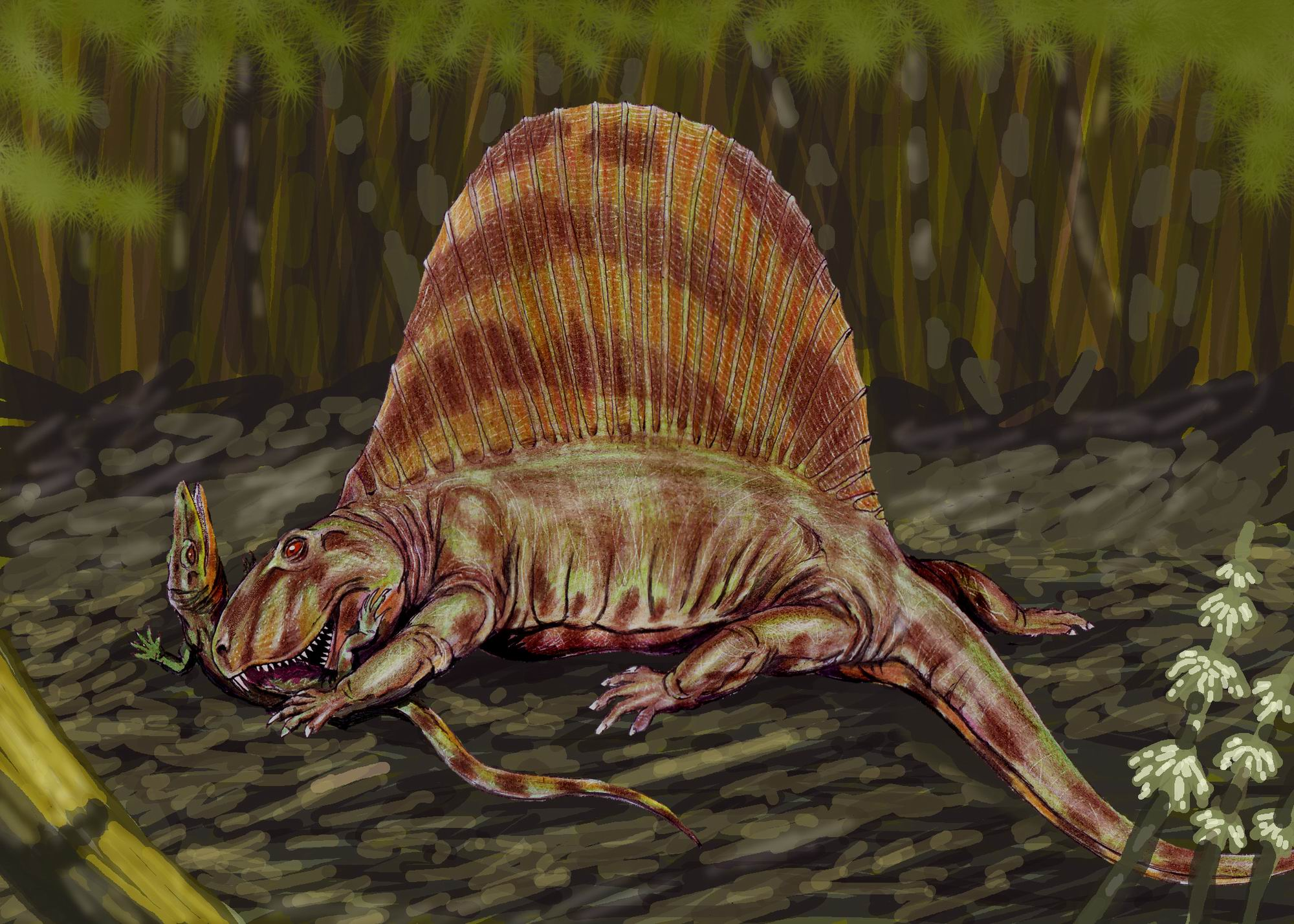
異齒龍以巨蜥龍為食

巨蜥龍屬（學名：Varanosaurus）是種已滅絕合弓綱動物，屬於盤龍目蛇齿龙科，身長約1.5公尺，生存於二疊紀早期，約2億6000萬年前。
如同牠的名字，巨蜥龍外表非常類似現代的巨蜥。牠們的頭部稍長、平坦，有小型、尖狀牙齒，有兩對類似犬齒的牙齒。巨蜥龍是種小型、敏捷的動物，是種肉食性動物。巨蜥龍可能居住在沼澤，與其他較大的蛇齒龍競爭食物。